# Bataille de Punta Stilo
Seconde Guerre mondiale
Batailles
1940
- Vado
- Siège de Malte
- Club Run
- Convoi Espero
- Mers el-Kébir
- Punta Stilo
- Cap Spada
- Hurry
- Cap Passero
- MB.8
- Tarente
- Détroit d'Otrante
- White
- Cap Teulada

1941
- Excess
- Convoi AN 14
- Grog
- Abstention
- Baie de La Sude
- Cap Matapan
- Îles Kerkennah
- Crète
- Galite
- Substance
- Halberd
- Convoi Duisburg
- Cap Bon
- Syrte (1941)
- Rade d'Alexandrie

1942
- Syrte (1942)
- Calendar
- Bowery
- Albumen
- Harpoon
- Vigorous
- Pedestal
- Agreement
- Torch
- Stoneage
- Sabordage de la flotte française à Toulon
- Portcullis
- Banc de Skerki
- Olterra (navire auxiliaire)
- Raid sur Alger

1943
- Zouara
- Convoi de Cigno
- Convoi de Campobasso
- Corkscrew
- Husky
- Gela
- Scylla
- Pietracorbara
- Dodécanèse
  - Rhodes
  - Leros
  - Kos
- Convoi KMF-25A

1944
- Ist
- Raid sur Santorin
- Raid sur Symi
- Port-Cros
- La Ciotat
- Île de Pag

1945
Mer Ligure
- Convois alliés
  - convois de Malte
- Campagne des U-boote
- Campagne adriatique

La bataille de Punta Stilo, aussi appelée bataille de Calabre, est une bataille navale de la Seconde Guerre mondiale qui se tient en mer Méditerranée. Le 9 juillet 1940, la marine italienne d'un côté et les marines britannique et australienne de l'autre s'affrontent au large de Punta Stilo en Calabre. L'issue de la bataille reste indécise, si bien que les deux camps revendiqueront la victoire. Il s'agit de l'une des rares batailles de la campagne de Méditerranée à impliquer un grand nombre de navires de part et d'autre.

## Prélude
Lorsque l'Italie entre en guerre, ses troupes en Libye sont mal équipées pour des opérations offensives et la flotte italienne est contrainte de lancer de grands convois afin de les ravitailler.
Le 6 juillet 1940, un convoi de quatre navires marchands quitte Naples et fait cap sur Benghazi, tout en essayant de faire croire aux Alliés que leur destination est Tripoli. Ce soir-là, deux torpilleurs opérant à partir de Catane et un autre cargo viennent les rejoindre au large de Messine et le lendemain, leur force d'escorte rejoint le convoi de Tarente, après avoir été informés que les Alliés avaient récemment quitté le port d'Alexandrie. Les navires transportent 2 190 soldats, 72 chars M11, 232 véhicules, 10 445 tonnes de fournitures et 5 720 tonnes de carburant. L'escorte du convoi se composait de trois groupes, huit destroyers et quatre torpilleurs protégeant directement les cargos, un deuxième groupe naviguant à 35 miles à l'est et composé de six croiseurs lourds et quatre destroyers. Enfin, le groupe de combat principal se compose de deux cuirassés (Giulio Cesare et Conte di Cavour), huit croiseurs légers et 16 destroyers. Un grand nombre des destroyers italiens n'a pas pris part à la bataille en raison de problèmes mécaniques et la nécessité de faire le plein.
Pendant ce temps, les Alliés participent à une action de convoi similaire. La flotte britannique part d'Alexandrie pour rejoindre Malte, où les destroyers doivent débarquer des fournitures et un nombre limité de renforts spécialisés. Deux groupes de navires marchands sont escortés par trois groupes de navires de guerre, dont un comprenant cinq croiseurs, un destroyer, (la Force A), l'autre, (la force B), avec le cuirassé Warspite et cinq destroyers et le groupe de bataille principal, la Force C, avec les cuirassés Royal Sovereign et Malaya, le porte-avions Eagle et onze destroyers. L'un d'eux, le HMS Imperial, a dû retourner à Alexandrie pour être réparé dans les premières heures du 8 juillet.
À 14h40 le 8 juillet, deux hydravions italiens CANT Z.506 basés à Tobrouk repèrent la flotte britannique et la suivent dans l'ombre pendant près de quatre heures. Le vice-amiral Inigo Campioni ordonne à sa flotte de faire cap à l'est et de se préparer à l'action. Le commandement suprême italien, cependant, est réticent à risquer ses navires de guerre pour une action de nuit et lui ordonne d'éviter le contact. En effet, durant le positionnement, trois destroyers et deux croiseurs légers souffrent de problèmes techniques et sont détachés pour aller se ravitailler en Sicile. Afin de compenser ces « pertes », un autre groupe de destroyer appareille depuis le port de Tarente. À ce stade, la flotte italienne dispose de 16 destroyers.
Entre 10 h 0 et 18 h 40, 72 bombardiers de la Regia Aeronautica basés depuis l'Italie continentale attaquent la flotte britannique. Contrairement aux bombardiers en piqué utilisés par les Allemands, les Italiens font usage de formations à haute altitude (environ 12 000 pieds) pour bombarder leurs cibles. Alors que des dizaines de bombes sont larguées, le pont du HMS Gloucester est sévèrement endommagé, tuant le capitaine, 6 officiers et 11 marins. 3 autres officiers et 6 autres marins sont également blessés lors du raid.
À 15 h 10, la Force B de Andrew Cunningham fait cap sur Tarente afin d'intercepter les navires italiens. Au crépuscule, Cunningham change de cap de 310º à 260º et ralenti la vitesse de sa flotte. Dans les premières heures du 9 juillet, celui-ci fait cap vers le 305° afin d'éviter les avions de reconnaissance ennemis tout en conservant pour objectif le golfe de Tarente. Vers 12 h 30, les Italiens perdent toute trace sur la situation de la flotte des Britanniques. Finalement, à 13 h 30, six hydravions IMAM Ro.43 lancés à partir des croiseurs italiens repèrent les navires britanniques.

## Déroulement
La bataille peut se diviser en deux phases : l'engagement entre croiseurs (de 13 h 15 à 15 h 30) et l'engagement entre cuirassés (de 15 h 52 à 16 h 1). Pendant la première phase, le HMS Neptune est touché par un obus tiré par le Giuseppe Garibaldi et John Tovey donne l'ordre de rompre l'engagement après que les obus italiens soient tombés dangereusement près des croiseurs alliés. Pendant la seconde phase, le combat est interrompu après quelques échanges d'obus. Les obus du Giulio Cesare frôlent à deux reprises le HMS Warspite, ce dernier réplique et parvient à toucher le pont arrière du Giulio Cesare, faisant exploser les munitions stockées sur un de ses canons anti-aérien de 37 mm, tuant deux marins italiens et en blessant plusieurs autres. L'incendie se propage vers la salle des machines qui doit être évacuée. Une distance de 24 000 mètres séparait le Giulio Cesare du Warspite, ce faisant il s'agit de l'un des tirs d'artillerie navale à longue portée les plus réussis de l'Histoire, bien que le mois précédent, le cuirassé allemand Scharnhorst soit parvenu à toucher le porte-avions britannique HMS Glorious à une distance similaire.
Finalement, à 16 h 1, les cuirassés italiens génèrent un écran de fumée afin d'abandonner le combat. À 16h40, 126 avions de la Regia Aeronautica réalisent une sortie et endommagent le HMS Eagle, le Warspite et le HMS Malaya. Les Italiens attaquent aussi leurs propres navires, probablement en raison de mauvaise identification, sans leur causer toutefois de dégâts.
À 16 h 50, la bataille prend définitivement fin à la suite du retrait des deux flottes. L'issue de la bataille est donc indécise et la supériorité aérienne des Italiens n'a pas été effective. Le lendemain à 9h40, le destroyer Leone Pancaldo, retournant au port d'Augusta en Sicile, est cependant coulé par une torpille tirée par un Swordfish.

## Analyse
Cette brève bataille permit aux cargos italiens d'atteindre en toute sécurité leur destination (la Libye). Pendant ce temps, les navires alliés sont également parvenus à atteindre Malte avec leur escorte. Bien que l'issue de la bataille soit indécise, les sources alliées affirment que la Royal Navy a exercé un important ascendant moral sur la Regia Marina.
On peut par ailleurs se demander pourquoi les Italiens n'ont pas fait engager leurs deux cuirassés restants de classe Vittorio Veneto, à la fois presque prêts pour le combat et à quelques heures seulement de la Calabre, ce qui aurait pu renverser le cours de cette bataille. Toutefois, les deux navires capitaux étaient encore en cours d'essais, et le Littorio avait subi un incident électrique sur l'une de ses tourelles principales. En revanche, même sans ces navires, le rapport de force était relativement équilibré.
Dans l'ensemble, l'armement des navires britanniques s'est avéré bien supérieur à celui de leurs homologues italiens (les salves italiennes étant trop dispersées pour des raisons techniques). La supériorité aérienne italienne s'est avérée par ailleurs inefficace. En fait, elle n'a joué aucun rôle, à l'exception des dégâts infligés au Gloucester.

## Ordre de bataille

### Alliés
Force A composée de la 7e division de croiseurs et HMAS Stuart sous le commandement de l'amiral Tovey ; Force B commandée par le vice-amiral Andrew Cunningham (commandant en chef de la Mediterranean Fleet) ; et Force C commandée par le vice-amiral Henry Pridham-Wippell.
- 3 cuirassés : Warspite, Malaya, et Royal Sovereign.
- 5 croiseurs légers : Orion, Neptune (endommagé), HMAS Sydney[13], Gloucester (endommagé), et Liverpool.
- 1 porte-avions : HMS Eagle.
- 16 destroyers (contre-torpilleurs) : Nubian, Mohawk, Hero, Hereward (endommagé), Decoy (endommagé), HMAS Stuart[14], Hyperion, Hostile, Hasty, Ilex, Dainty, Defender, Juno, Janus, HMAS Vampire[15], et HMAS Voyager[16].

Le destroyer HMS Escort a été coulé en Méditerranée occidentale alors que la Force H menait une action de déception au large de la Sardaigne afin de distraire la flotte italienne qui tentait de couler les convois alliés. Il est torpillé le 11 juillet par le sous-marin italien Marconi pendant le passage de retour de la Force H.

### Regia Marina
La flotte italienne est commandée par le vice-amiral d'escadre Inigo Campioni.
- 2 cuirassés : Conte di Cavour et Giulio Cesare (endommagé).
- 6 croiseurs lourds : Zara, Fiume, Gorizia, Pola, Bolzano (endommagé), et Trento.
- 8 croiseurs légers : Eugenio di Savoia, Duca d'Aosta, Muzio Attendolo, Raimondo Montecuccoli, Alberico da Barbiano, Alberto da Giussano, Duca degli Abruzzi, et Giuseppe Garibaldi.
- Environ 16 destroyers dont le Vittorio Alfieri, Artigliere, Lanciere, Leone Pancaldo, Dardo (en), Sestri Ponente, Freccia, Saetta et Strale.